# La Política Puede Ser Diferente
LMP – Partido Verde de Hungría (en húngaro: LMP – Magyarország Zöld Pártja, Zöldek) (entre 2009 y 2020: La política puede ser diferente, en húngaro: Lehet Más a Politika, LMP) es un partido político liberal-verde en Hungría. Fundado en 2009, fue uno de los cuatro partidos que obtuvieron escaños en la Asamblea Nacional en las elecciones parlamentarias de 2010. El partido es miembro del Partido Verde Europeo.

## Historia
El partido fue precedido por una iniciativa social de una organización no gubernamental fundada en 2008, con el propósito de reformar la política húngara. LMP comparte ideologías comunes con la mayoría de los partidos verdes. Las cuestiones clave son la protección del medio ambiente, el desarrollo sustentable y la lucha contra la corrupción en la élite política actual. LMP destaca lo que ellos ven como una falta de sentido de la actual división partidaria entre las fuerzas de izquierda y derecha, y su principio es la democracia deliberativa, que ellos creen que reduce la distancia entre el pueblo y la élite política.
En las elecciones al Parlamento Europeo de 2009, el partido obtuvo 75.522 votos (o el 2,61% del total de los votos), que fue inferior al 5% necesario para obtener un asiento para el período 2009-2014, aunque superó el 2,16% recibido por la Alianza de los Demócratas Libres-Partido Liberal Húngaro (SZDSZ), uno de los partidos existentes en el parlamento nacional. 
En las elecciones parlamentarias de 2010, el partido alcanzó el 7,48% en la primera ronda electoral, despejando así el umbral electoral del 5 por ciento, obteniendo 16 escaños en el parlamento, aunque no obtuvo ningún escaño de representación directa. En las elecciones locales del 3 de octubre de 2010, LMP ganó 54 escaños en los ayuntamientos locales, con al menos un representante en la mayoría de los consejos de distrito de la capital, tres escaños en la Asamblea General de Budapest, así como en algunas otras ciudades alrededor del país.
Desde su creación y en las elecciones nacionales de 2010, LMP se mantuvo bajo la presión del Partido Socialista Húngaro (MSZP) para lograr algún tipo de compromiso electoral y la cooperación contra el controvertido gobierno de Viktor Orbán. Por ejemplo, durante las elecciones parciales en el 2 ° Distrito de Budapest en 2011, MSZP instó al candidato del LMP Gergely Karácsony a retirarse a favor de Katalin Lévai, pero el partido verde no hizo esto. El liderazgo del LMP posicionó al partido en el centro y, como recién llegado, rechazó tanto la política de Fidesz como la de MSZP. András Schiffer también criticó a los gabinetes socialistas anteriores, culpando al gobierno desastroso de Ferenc Gyurcsány como la causa que Fidesz haya ganado una mayoría de dos tercios en 2010.

## Resultados electorales

### Asamblea nacional
| Elecciones | Asamblea nacional | Asamblea nacional | Asamblea nacional | Asamblea nacional | Posición  |
| Elecciones | # de votos        | % de votos        | # de de escaños   | +/–               | Posición  |
| ---------- | ----------------- | ----------------- | ----------------- | ----------------- | --------- |
| 2010       | 383.876           | 7,48% (#4)        | 16/386            | Nuevo             | Oposición |
| 2014       | 252.373           | 5,26% (#4)        | 5/199             | 11                | Oposición |
| 2018       | 404.425           | 6,92% (#5)        | 5/199             | 0                 | Oposición |
| 2022a      | 1.947.117         | 34,46% (#2)       | 5/199             | 0                 | Oposición |

a Dentro de Unidos por Hungría.

### Parlamento europeo
| Elecciones | # de votos | % de votos | # de escaños | +/-   | Notas |
| ---------- | ---------- | ---------- | ------------ | ----- | ----- |
| 2009       | 75.522     | 2,61 (#2)  | 0/22         | Nuevo |       |
| 2014       | 116.904    | 5,04 (#6)  | 1/21         | 1     |       |
| 2019       | 75.498     | 2,18 (#8)  | 0/21         | 1     |       |